# Centre international d'études françaises
Pour les articles homonymes, voir CIDEF.
Le Centre international d'études françaises (CIDEF) est l'un des instituts de l'Université catholique de l'Ouest. Il est situé à Angers. Le CIDEF propose des cours de langue et de culture françaises (FLE) à des étudiants étrangers, pendant l'année universitaire et pendant l'été.

## Organisation et fonctionnement

### Création en 1947
Le CIDEF a été créé en 1947 au sein du palais universitaire d'Angers. Les premiers étudiants des « cours de français pour étrangers » étaient polonais et allemands,.

### Développement dans les années 1960
C'est au milieu des années 1960 que le CIDEF se développe, en particulier avec l'arrivée d'étudiants américains, effectuant leur « gap year » ou parenthèse utile en France.

### Partenariats
Le CIDEF a établi des partenariats avec plusieurs universités étrangères, notamment l'Université Sainte-Marie de Halifax au Canada, l'Université du Shandong en Chine, l'Université nationale de pédagogie de Cheongju en Corée, l'Université Notre-Dame-du-Lac aux États-Unis depuis 1966 (en partenariat avec le Conseil pour le développement du français en Louisiane), l'Université Tulane en Louisiane avec le programme d'immersion en langue française avec le CIDEF pour leurs étudiants avant leur année universitaire à l'université de la Sorbonne-Paris-IV ou à Sciences Po, la Kyoto University of Foreign Studies et la Nagasaki University of Foreign Studies (en) au Japon.

### En 2016
Ce sont chaque année 1 700 étudiants de 70 nationalités qui ajoutent à l'apprentissage de la langue et de la culture française une expérience interculturelle forte,. Associé au Bureau des échanges culturels (BEC), il propose des excursions dans l'ouest de la France, des rencontres avec des Français, des contacts avec des organismes divers, des visites touristiques et des moments de convivialité.
Des groupes d'étudiants aux besoins spécifiques viennent y passer un séjour sur-mesure.

### Qualité
Le CIEP a renouvelé en 2015 l'attribution du label Qualité FLE au CIDEF.

### Direction
La direction du CIDEF a été assurée par Yves Lagrée (1947-1956), Paul Roland (1956-1965), Hyacinthe-Marie Houard (1965-1970), Albert-Paul Carton (1970-1985), Renée Cochin (1985-1998), Marc Melin (1998 à 2013). Depuis 2013, le CIDEF est dirigé par Florence Plessis.

### Participation à l'évolution du FLE

#### Colloques
Le CIDEF organise des colloques dont il publie les actes : par exemple en 1991 Le FLE de 0 à 300 heures.
Des enseignants sont aussi régulièrement amenés à animer des conférences lors de colloques sur la didactique, notamment lors des journées pédagogiques du groupement FLE au CAVILAM à Vichy en 2011 (Yves Loiseau, conférence plénière ; Anneline Dintilhac - Animer la classe avec le TBI) et au CUEF à Perpignan en 2013 (Anneline Dintilhac - Enseigner des stratégies de compréhension orale : le carnet de bord). Le centre a accueilli les journées du Groupement FLE en novembre 2015, sur le thème de la créativité.

#### Élaboration de matériel pédagogique
Plusieurs enseignants co-écrivent des manuels pour un éditeur de FLE, les éditions Didier. C'est le cas notamment d'Yves Loiseau (Connexions, Latitudes, manuels de grammaire aux éditions Didier), Béatrice Bouvier (Connexions), Marie-Noëlle Cocton (Latitudes, Saison), Anneline Dintilhac (Latitudes : manuel, DVD, site ;  Saison). À ce titre, ils interviennent régulièrement comme formateurs auprès d'enseignants à l'étranger.

#### Reconnaissance de la discipline
De 2005 à 2006, le CIDEF a activement travaillé aux Etats Généraux du FLE, représenté par Isabelle Maréchal en tant que directrice pédagogique.

## Formations
Les formations sont assurées par 70 enseignants dont 33 permanents. Les cours sont assurés par des enseignants spécialistes dans les domaines enseignés, ils dispensent des cours dans le Master FLE, cultures et médias adossé à l'Institut de langues vivantes).
La formation est dispensée durant l'année universitaire ou durant l'été, voire encore « à la carte ».
Le CIDEF est membre du groupement de formation en Français langue étrangère. Il prépare aux examens nationaux DELF et DALF et aux examens de la Chambre de commerce et d'industrie de Paris (CCIP). Il est également centre de passation du TCF (test de connaissance du français), tout public et accès à la nationalité française.

## Anciens étudiants
- Victoria de Suède (1996-1997)[5]